# Energoprojekt Niskogradnja Beograd
Energoprojekt Niskogradnja Beograd (code BELEX : EPNS) est une entreprise serbe qui a son siège social à Belgrade, la capitale de la Serbie. Elle travaille dans le secteur de la construction.
Energoprojekt Niskogradnja Beograd est une filiale de Energoprojekt holding Beograd.

## Historique
Energoprojekt Niskogradnja Beograd a été admise au marché non réglementé de la Bourse de Belgrade le 20 mars 2007.

## Activités et réalisations

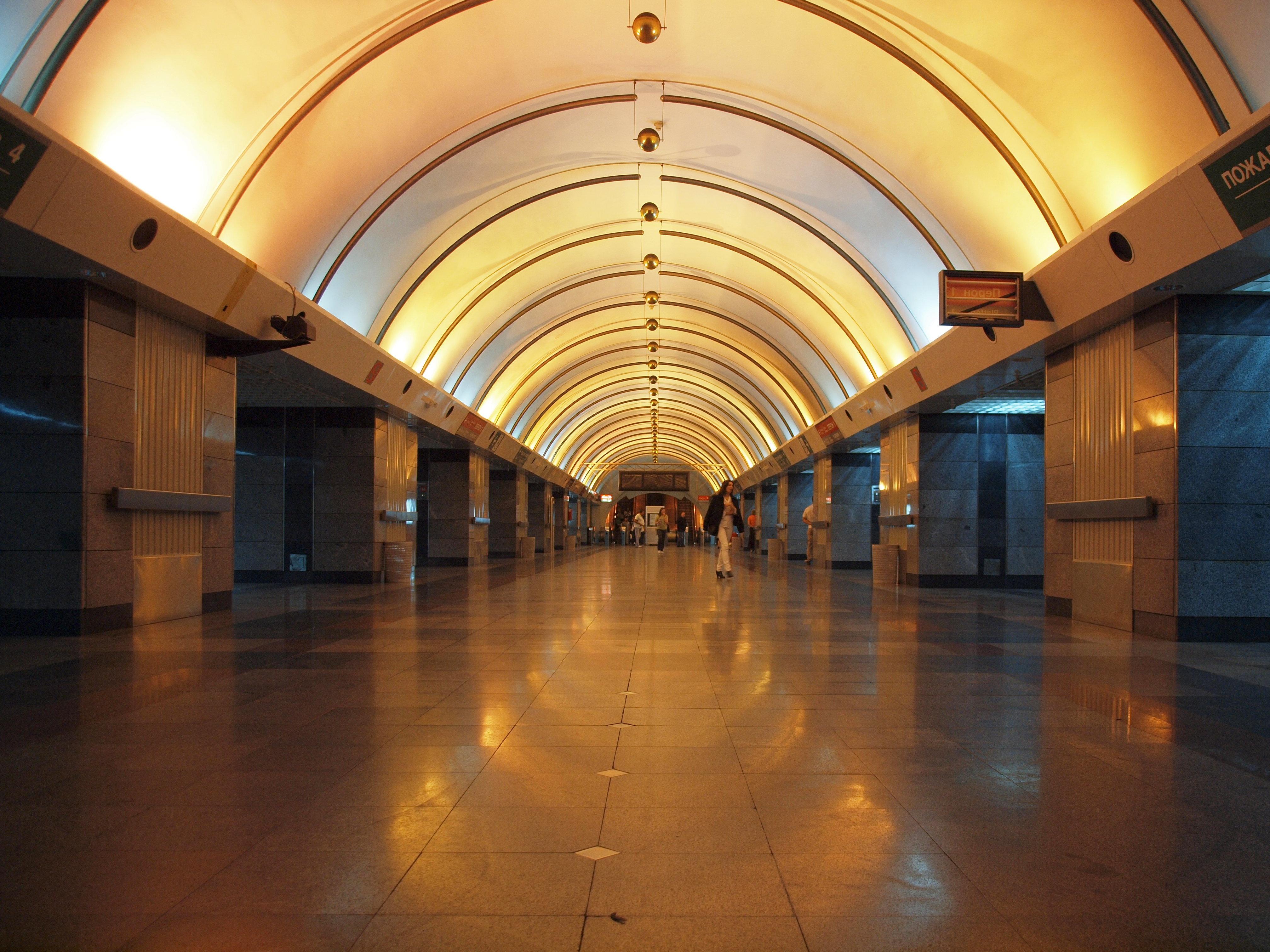
La station de Vukov spomenik sur le réseau Beovoz à Belgrade

Energoprojekt Niskogradnja est spécialisée dans la construction et l'ingénierie de structures hydroélectriques, dans les systèmes de mise en valeur des sols, dans les travaux d'évacuation des eaux usées ; elle construit également des systèmes hydrauliques industriels, des routes et des structures souterraines.
Elle travaille en Serbie comme à l'étranger. Parmi ses réalisations hydroélectriques, on peut citer les barrages de Poecos et de Yuracmayo au Pérou, un barrage sur le fleuve Tana à Kiambere au Kenya, la centrale hydroélectrique de Sigalda en Islande et celle de Tis Abay II en Éthiopie. Elle a réalisé des systèmes d'irrigation au Pérou, en Libye, en Égypte, en Irak et en Serbie et des systèmes d'alimentation en eau et d'évacuation des eaux usées au Pérou, en Argentine, au Koweït, en Jordanie et en Serbie. On lui doit aussi des structures comme les tunnels de Vračar et de Zavoj ou la gare souterraine de Vukov spomenik en Serbie. L'entreprise a également construit des routes et des ponts en Malaisie, en Ouganda, au Pérou, en Bolivie et en Serbie et a participé à divers travaux dans les aéroports de Tokumen au Panama, de Tarija en Bolivie ou d'Entebe en Ouganda.

## Données boursières
Le 3 juin 2014, l'action de Energoprojekt Niskogradnja Beograd valait 1 501 RSD (12,98 EUR). Elle a connu son cours le plus élevé, soit 2 400 RSD (20,76 EUR), le 16 octobre 2007 et son cours le plus bas, soit 300 RSD (2,59 EUR), le 22 février 2012.
Le capital de Energoprojekt Niskogradnja Beograd est détenu dans sa totalité par Energoprojekt holding Beograd.